# Ars generalis ultima

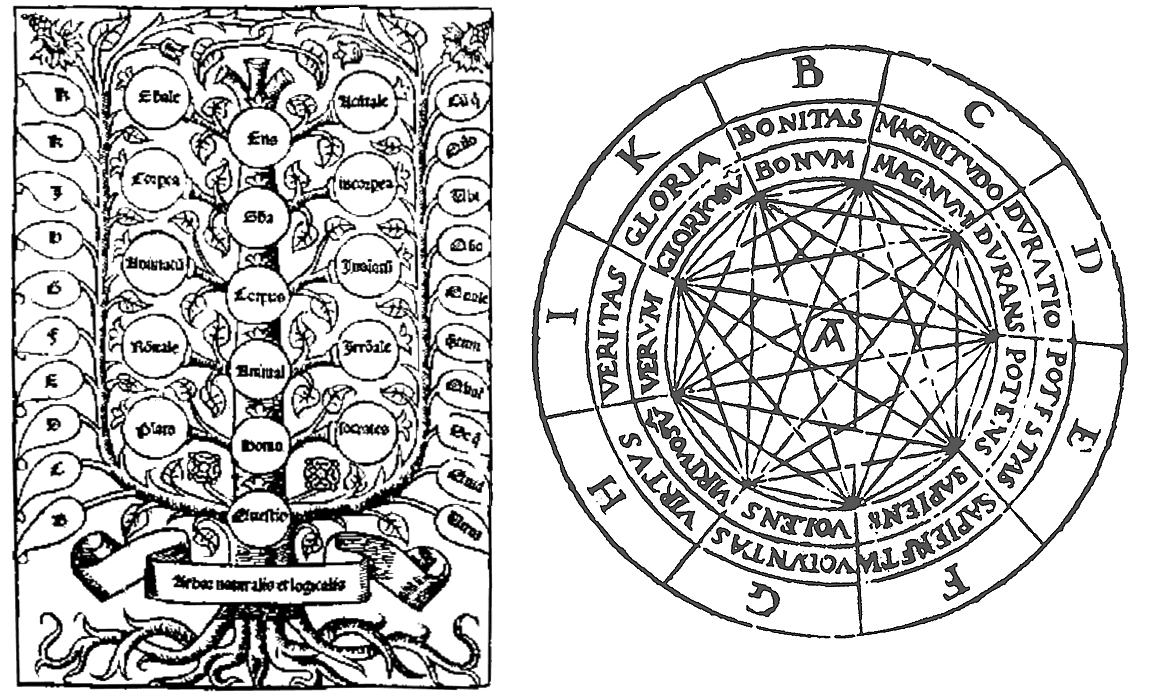
Ilustracja do Ars magna et ultima

Ars generalis ultima, Ars Magna - dzieło filozoficzne Rajmunda Lulla z ok. 1305 r.
Dzieło zawiera wykład Ars Magna, mającej być nauką o najwyższym stopniu ogólności, z której można by wyprowadzić twierdzenia wszystkich nauk, w tym logiki i metafizyki. W projekcie tym widoczna jest jedna z pierwszych tendencji do automatyzacji i mechanizacji rozumowania. Tym samym terminem Lullus określał bowiem złożone z niezależnie obracających się kół urządzenie służące do mechanicznego rozwiązywania problemów poprzez odpowiednie łączenie rozmieszczonych na kołach pojedynczych wyrazów.
Intencją Rajmunda Llulla było stworzenie doskonalszej niż Arystotelesowska sylogistyka metody dyskusji i przekonywania, co miało dopomóc mu w dziele nawrócenia na chrześcijaństwo wyznawców islamu.
Budowanie uniwersalnej nauki Lullus rozpoczął od utworzenia "alfabetu" składającego się z podstawowych terminów metafizycznych i logicznych, do których należały nazwy relacji, nazwy cech, partykuły pytajne itp. Alfabet ten poddał różnorodnym uporządkowaniom, które pozwalały dokonywać przeglądów złożonych z jego elementów całości. Przy obracaniu się kół maszyny Lullusa terminy te układały się w trójki, z których niektóre tworzyły poprawne sylogizmy. Dzięki temu za pomocą maszyny można było wyszukiwać orzeczniki przysługujące danemu podmiotowi, termin średni danych dwóch terminów lub konkluzję dla danych przesłanek.
Treści wyłożone w Ars magna zostały potem wydane w jego skrócie: Ars brevis.
Idee Lullusa znane były Leibnizowi, którego zainspirowały do stworzenia projektu uniwersalnego i ścisłego języka graficznego (characterstica universalis) i uniwersalnego rachunku.